# Molo w Płocku

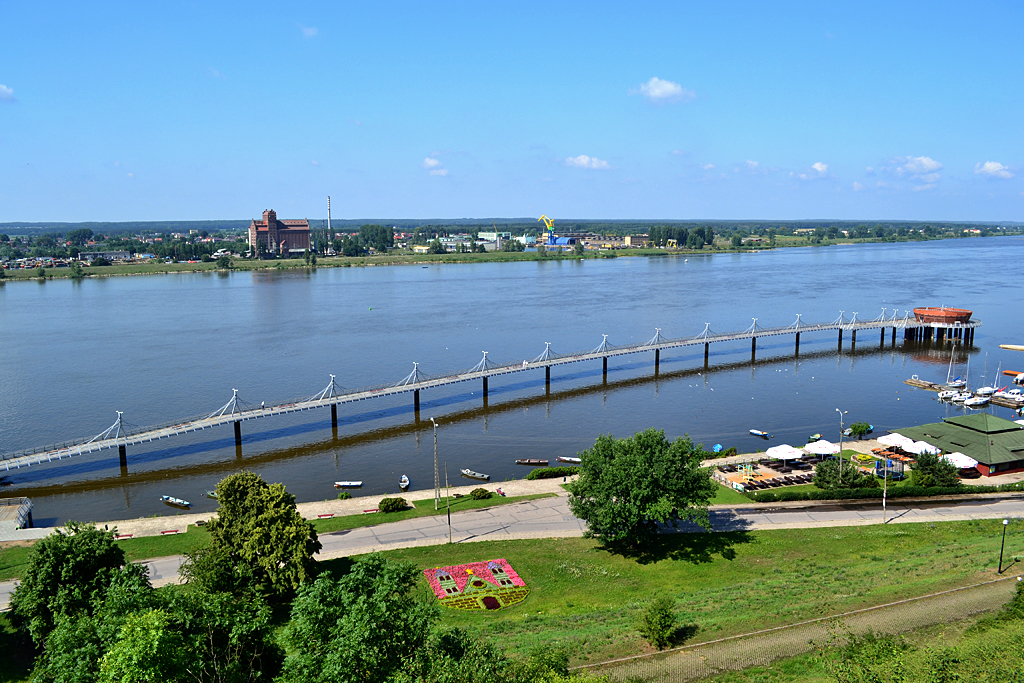
Molo w Płocku – widok ze Wzgórza Tumskiego.

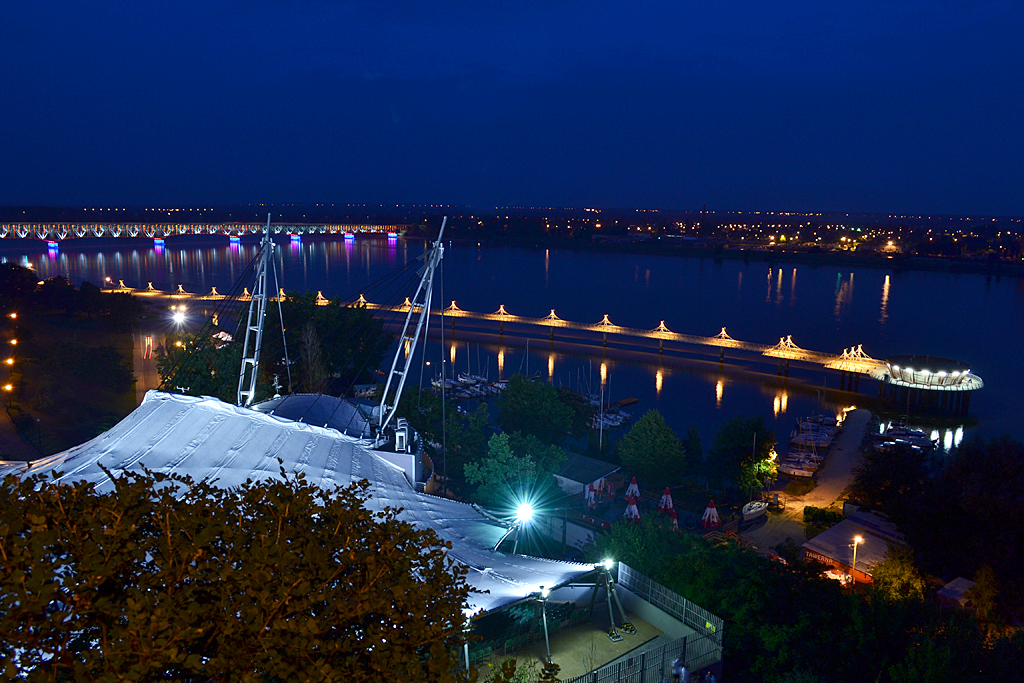
Molo w Płocku – widok ze skarpy wiślanej nocą.

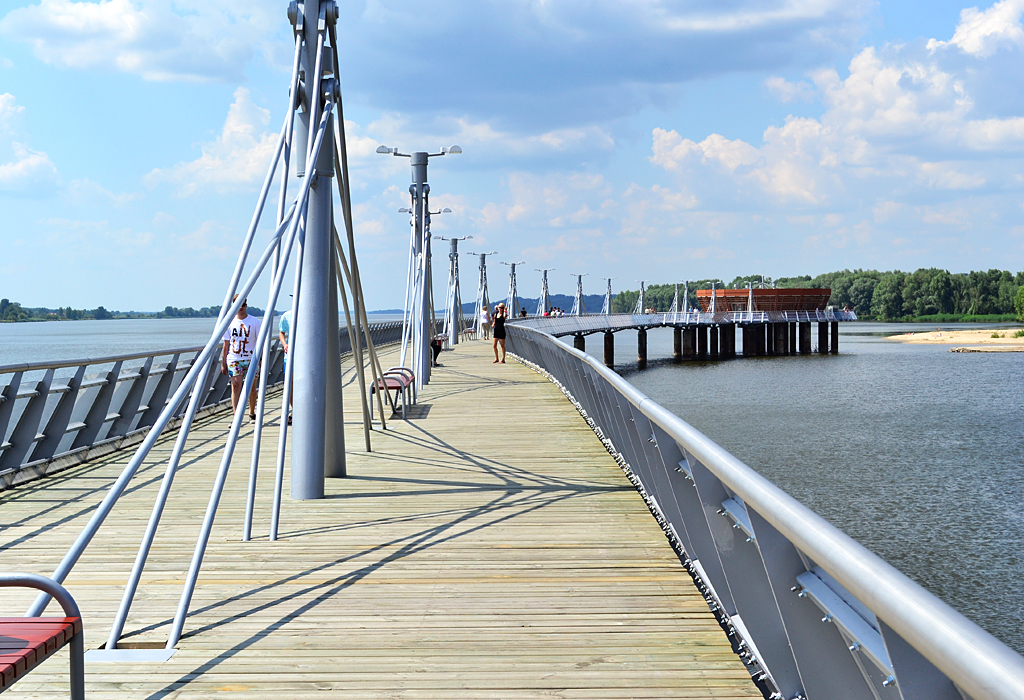
Molo w Płocku – widok w kierunku zachodnim.

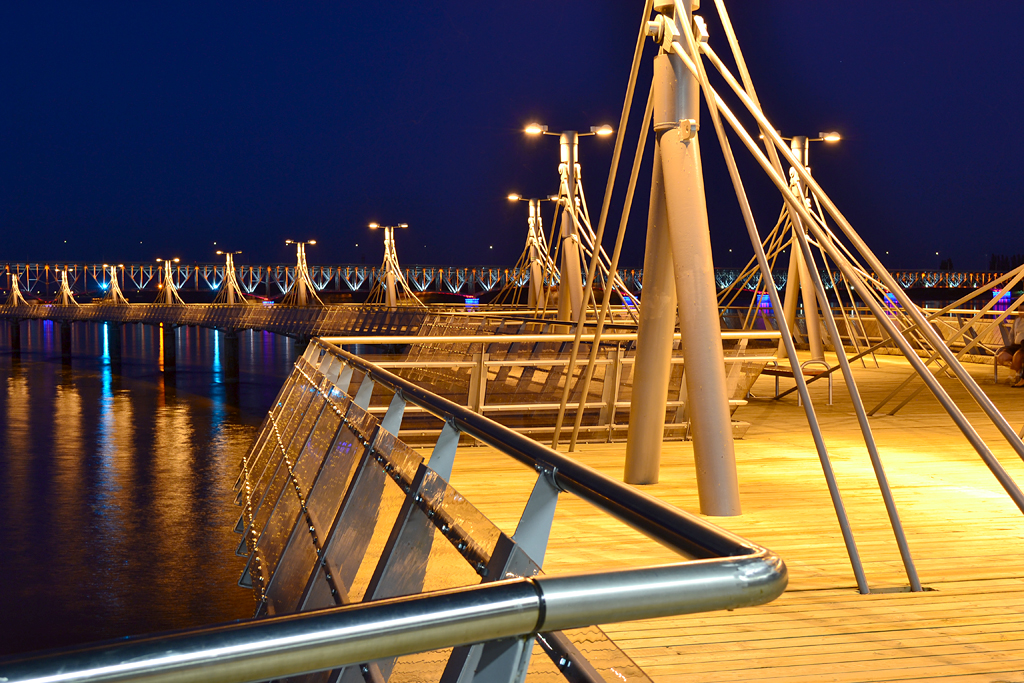
Molo w Płocku – widok w kierunku wschodnim nocą.

Molo w Płocku – pomost o konstrukcji stalowej, mierzący 358 m długości, wychodzący łukiem w głąb Wisły z prawobrzeżnego bulwaru nadwiślańskiego w Płocku w kierunku zachodnim.

## Historia
Molo spacerowe na Wiśle w Płocku jest pomostem dla pieszych o długości 357,8 m, na końcu którego znajduje się restauracja. Zlokalizowane jest u podnóża Wzgórza Tumskiego, usytuowanego podobnie jak sam obiekt, po prawej stronie Wisły. Szerokość pomostu mola spacerowego wynosi 5,3 m, a przy końcu obiektu – w miejscu, w pobliżu którego znajduje się budynek restauracji – szerokość ta zwiększa się do 15,3 m.
Molo przystosowane jest dla osób poruszających się na wózkach inwalidzkich.
Obiekt został wykonany zgodnie z planem zagospodarowania płockiego nabrzeża wiślanego w celach turystyczno-rekreacyjnych. Jest on także jednym z elementów powstającego portu jachtowego – mariny na ok. 100 jachtów.
Molo łączy się z brzegiem na swoim wschodnim krańcu zamykając basen portu jachtowego i biegnie łukiem w kierunku zachodnim, gdzie przy drugim krańcu obiektu znajduje się wejście do portu. Na zachodnim krańcu mola znajduje się restauracja zbudowana na planie koła o powierzchni użytkowej wynoszącej ok. 173 m².
Wejście na molo, znajdujące się w miejscu, w którym obiekt łączy się z brzegiem, usytuowane jest naprzeciw schodów im. Władysława Broniewskiego prowadzących od pomnika W. Broniewskiego przy ul. Tadeusza Kościuszki w dół po stoku skarpy wiślanej i wychodzących na prawobrzeżny bulwar nad Wisłą.
Cecha charakterystyczna, która wyróżnia płockie molo polega na tym, że jego konstrukcja została wykonana równolegle do linii brzegu rzeki, będąc jedynym tego typu obiektem w Polsce. Takie usytuowanie obiektu chroni go przed niebezpiecznymi zjawiskami lodowymi występującymi na rzece i jednocześnie umożliwia swobodną obserwację z pomostu w kierunku północnym widoku płockiej skarpy wraz z zabytkowymi, najstarszymi budowlami miasta – katedrą i zamkiem na Wzgórzu Tumskim, a także amfiteatru wybudowanego na stoku skarpy wiślanej.
Molo w Płocku zbudowano w okresie od marca do grudnia 2010 roku, a otwarte zostało 25 czerwca 2011 roku. Całkowity koszt inwestycji wyniósł ok. 17 milionów złotych. 
30 grudnia 2011 Powiatowy Inspektor Nadzoru Budowlanego wydał decyzję zakazującą użytkowania obiektu. Miało to związek z uszkodzeniem części pali (zatonięcie oraz przemieszczenie) podtrzymujących konstrukcję w październiku 2011. Molo po naprawie usterek zostało ponownie otwarte w maju 2012. W 2015 nakręcono tu sceny do filmu Kochaj! w reżyserii Marty Plucińskiej.
Obiekt jest własnością Gminy Miasta Płock.

## Opis konstrukcji
Ustrój nośny mola stanowi konstrukcja stalowa w formie belek opartych na 20 stalowych pylonach. Podwieszenie konstrukcji do pylonów o wysokości ok. 4,7 m mierzonej od górnej powierzchni pomostu, opartych na palosłupach wierconych, wykonano przy użyciu 6 cięgien prętowych. Pylony rozstawione w odległości ok. 20 m jeden od drugiego wraz z cięgnami usytuowane są pośrodku pomostu mola w pojedynczym rzędzie biegnącym łukiem wzdłuż obiektu.
Pomost mola spacerowego został posadowiony na 20 palach wielkośrednicowych, wierconych o średnicy 1,2 m i ok. 24 m długości. Każdy z pali wykonano jako palosłup zakończony głowicą o średnicy 1 m.
Pomost, który łączy molo z nabrzeżem, to stalowa konstrukcja belkowa oparta na prefabrykowanych, żelbetowych palach wbijanych o przekroju poprzecznym wynoszącym 0,4 x 0,4 m oraz o długości 13–20 m.
Do posadowienia budynku restauracji użytych zostało 25 pali wielkośrednicowych o średnicy 0,8 m zwieńczonych żelbetową płytą o grubości 0,3 m i średnicy 25 m.
Najtrudniejszym elementem budowy płockiego mola było wykonanie wierconych pali w nurcie rzeki, bezpośrednio z pływających barek.
Budynek restauracji wykonano z konstrukcji stalowej, a jego ściany wewnętrzne oddzielające strefę restauracyjną od zaplecza zbudowano w technologii murowej, natomiast zewnętrzne ściany restauracji stanowi przeszklenie zamontowane na aluminiowym stelażu. Restaurację zaprojektowaną na 56 osób wyposażono w przyłącze wodno-kanalizacyjne i energetyczne.
Pomost mola spacerowego znajduje się na wysokości ok. 3,5 m nad normalnym poziomem rzeki, a pomost, który łączy molo z nabrzeżem znajduje się na wysokości ok. 1,5 m nad normalnym poziomem Wisły.
Pokład pomostu mola i nabrzeża wykonano z belek drewnianych o grubości 6 i 8 cm.
Między pylonami wzdłuż mola usytuowane są ławki, a u góry pylonów zamocowane zostały lampy oświetleniowe, natomiast między zewnętrznymi, stalowymi barierami ochronnymi obiektu zamontowano przeszklone ściany z pleksi.
Do budowy mola w Płocku użyto następującą ilość materiałów:
- beton pali wierconych i płyty żelbetowej klasy C35/45 – 1150 m³
- stal zbrojeniowa pali wierconych i płyty żelbetowej – 335 ton
- stal konstrukcyjna (ustrój nośny mola, ustrój nośny pomostu łączącego molo z nabrzeżem, szkielet budynku restauracji, bariery ochronne) – 410 ton
- łączna długość pali wierconych – 1170 metrów bieżących
- łączna długość prefabrykowanych pali wbijanych – 633 metrów bieżących

## Wykonawcy
Wykonawcą mola w Płocku było konsorcjum firm:
- Bilfinger Berger Budownictwo S.A. z Warszawy – Lider Konsorcjum
- Navimor-Invest Sp. z o.o. z Gdańska – Partner Konsorcjum
- Prywatne Przedsiębiorstwo Budowlane Alpex Mariusz Skrętowski Sp.j. z Płocka – Partner Konsorcjum
- Henczke-Budownictwo Sp. z o.o. z Płocka – Partner Konsorcjum

Projekt płockiego mola wykonała firma Modern Construction Systems Sp. z o.o. z Poznania.
Zleceniodawcą inwestycji była Gmina Miasto Płock – Miejski Zespół Obiektów Sportowych Jednostka Budżetowa w Płocku (Administrator mola w Płocku).